# Fred Ebami
 (mai 2021).
La mise en forme du texte ne suit pas les recommandations de Wikipédia : il faut le « wikifier ».
Les points d'amélioration suivants sont les cas les plus fréquents :
- Les titres sont pré-formatés par le logiciel. Ils ne sont ni en capitales, ni en gras.
- Le texte ne doit pas être écrit en capitales (les noms de famille non plus), ni en gras, ni en italique, ni en « petit »…
- Le gras n'est utilisé que pour surligner le titre de l'article dans l'introduction, une seule fois.
- L'italique est rarement utilisé : mots en langue étrangère, titres d'œuvres, noms de bateaux, etc.
- Les citations ne sont pas en italique mais en corps de texte normal. Elles sont entourées par des guillemets français : « et ».
- Les listes à puces sont à éviter, des paragraphes rédigés étant largement préférés. Les tableaux sont à réserver à la présentation de données structurées (résultats, etc.).
- Les appels de note de bas de page (petits chiffres en exposant, introduits par l'outil «  Source ») sont à placer entre la fin de phrase et le point final[comme ça].
- Les liens internes (vers d'autres articles de Wikipédia) sont à choisir avec parcimonie. Créez des liens vers des articles approfondissant le sujet. Les termes génériques sans rapport avec le sujet sont à éviter, ainsi que les répétitions de liens vers un même terme.
- Les liens externes sont à placer uniquement dans une section « Liens externes », à la fin de l'article. Ces liens sont à choisir avec parcimonie suivant les règles définies. Si un lien sert de source à l'article, son insertion dans le texte est à faire par les notes de bas de page.
- La présentation des références doit suivre les conventions bibliographiques. Il est recommandé d'utiliser les modèles {{Ouvrage}}, {{Chapitre}}, {{Article}}, {{Lien web}} et/ou {{Bibliographie}}. Le mode d'édition visuel peut mettre en forme automatiquement les références.
- Insérer une infobox (cadre d'informations à droite) n'est pas obligatoire pour parachever la mise en page.

Pour une aide détaillée, merci de consulter Aide:Wikification.
Si vous pensez que ces points ont été résolus, vous pouvez retirer ce bandeau et améliorer la mise en forme d'un autre article.
 (mai 2021).
 (mai 2021).
- Si vous ne connaissez pas le sujet, laissez ce bandeau (vous pouvez alors contacter les auteurs).
- Si vous supprimez le contenu mis en cause (vous pouvez préalablement contacter les auteurs),

argumentez précisément cette suppression dans la page de discussion
(un manque de référence n'est pas un argument ; une recherche réelle de référence doit avoir été effectuée, être formellement documentée).
Fred Ebami est un artiste Pop Art d’origine camerounaise, né le 17 juillet 1976 à Villeneuve-la-Garenne (France).

## Biographie
Fred Ebami est né à Villeneuve-la-Garenne, en région Île-de-France. Enfant, il est fasciné par les comics et les super-héros de Stan Lee, (mais aussi par les messages des campagnes publicitaires d'Oliviero Toscani pour Benetton, par Van Gogh, Lichtenstein,  Basquiat et Andy Warhol). Il dessine et se crée un style personnel.  
Après son bac, il vit à Londres et s'inscrit au Cherwell College - Oxford. Il est designer dans diverses agences. Il crée aussi pour lui et signe sa première expo au Centre Culturel français de Kensington en 2009 . Il participe ensuite à des expositions: Johannesburg, Paris et Dakar pour la biennale. 
Fred Ebami s’inspire de photos et de dessins. Il se sert de différents médias dont le bois, la toile, le papier fineart, rodoïde, qu’il travaille au feutre Posca, à la bombe ou encore à la peinture 3D. Il utilise ces techniques, établissant ainsi un lien entre le digital et le traditionnel.
Artiste engagé, il défend ses idées à l’aide de slogans et de breaking news: des messages interpellant le spectateur et l’invitant à s’interroger.
Avec Marc Alexandre Oho Bambe et Albert Morisseau-Leroy, il fonde « On A Slamé Sur La Lune », un collectif d’éducation populaire citoyenne. Il sensibilise au devoir de mémoire et au dialogue des cultures par des expositions, ateliers d’écriture, installations artistiques, festivals, rencontres, réalisations, publications et éditions d’œuvres originales.
Fred Ebami figure parmi les artistes africains de 2018 d'après le magazine Tropics en Afrique du Sud, et est coté sur Artsper et à l’Hôtel des Ventes de Monte-Carlo.

## Collaborations
- Little Africa : Différentes collaborations depuis 2015 : Guide little Africa, Galeries Lafayette, Marrakech off the track, Merchandising (pins, carnets, …), Collection  »We can impact ». Crowdfunding little Africa 2.0[4]
- Young Nation : Tee-shirt et Tote-bag : Collection capsule depuis 2018
- Nike : Art in store Nike Champs Elysées en 2015 : La boutique NIKE des Champs Elysées a été le théâtre d’un tout premier événement artistique pour Vernissage pour une POP Expo
- Balais Biom : Salon Maison et Objet : Design de l’affiche pour les Balais Biom exposée au Salon M&O de Villepinte en 2018
- La Cheminante : Couverture des livres des éditions La Cheminante depuis 2015
- Arte : Illustration du documentaire de Pascal Tissaud – Paris 8 la fac hip hop diffusé sur Arte en 2019[5]
- Bet : Chaîne TV : Ambassadeur de la première édition
- Fashion Week Luxembourg : Apport sur des vêtements défilé
- Who’s Next : Fresque sur le mur extérieur du salon à la Porte de Versailles
- Covent Garden : En 2014 : Boutique le Coq Sportif - Charte graphique soirée privée
- Adicom Days : En 2019 - Charte graphique
- Natural Hair Academy : Expo et tee-shirt série limitée en 2019
- Hip Hop Fashion Week : Customizing de basket pour Lej en 2018
- Playme I am Yours : Les Piano dans Paris – Customizing des pianos en 2015 et 2016
- Virginie Sassoon : Le precis à l’encontre des journalistes
- Africultures : premières de couverture

## Expositions
2021
- Exposition à la galerie Le Comoedia  (15/01/2021 au 24/07/2021) – Brest[6]

2020
- Exposition Galerie MAM  (10/01/2020 10/03/2020) – Douala – Cameroun
- Université Américaine (14/02/2020 au 01/03/2020) – Paris

2019
- Art x Numérique (14/03/2019 au 23/03/2019) – Abidjan – Côte d’Ivoire
- FILAF (01/04/2019 au 06/04/2019) Congo Brazzaville
- Fragments au Centre des Recollets : 19/04/2019
- Fondation Orange (20/05/2019 au 25/05/2019) – Yaoundé – Cameroun

2018
- Exposition à l’Hôtel Renaissance – Paris
- Exposition ‘’Marrakech Off the Tracks ’’ Foire d’Art Contemporain :154 (2302/2018 au 25/02/2018) – Maroc
- Expo solo à l’Institut Français de Safi (18/04/2018) – Maroc
- The Tate Modern Gallery – Londres (28/06/2018)
- RAVY Festival d’Art Contemporain (Juillet 2018) – Yaoundé
- Who’s next – The Arty corner of Première Classe (07/09/2018 au 10/09/2018) – Paris
- Expo solo Château de Prilly Lausanne (19/09/2018 au 16/11/2018) – Suisse
- Exposition au Centre des Récollets (12/10/2018 au 21/12/2018)

2017
- Habillage du Restaurant du Mariott des Champs Elysées – Paris
- The Black Experience – Expo collab – Londres (24/9/2017)Fred Ebami

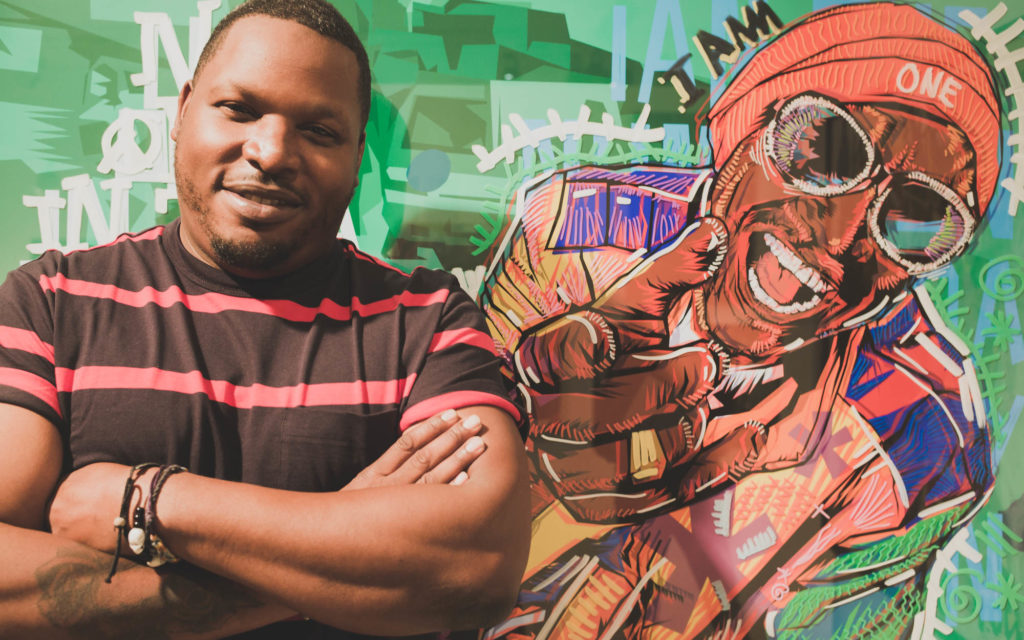
Fred Ebami

- ‘’Strokar’’ – Centre Wallonie Bruxelles – Paris et Bruxelles (21/09/2017 au 29/11/2017)

2016
- Exposition au festival AACDD – Oxo Tower Southbank
- Exposition avec Myriam Maxo à la Bellevilloise – Paris
- Biennale de Dakar – Sénégal

2015
- Expo solo au magasin Nike des Champs Elysées – Paris

2013
- Expo solo à la Galerie Jacques Devos – Paris

2012
- Invitation à la Biennale de Dakar – Sénégal
- Expo collaboratrice avec DTone à la Galerie Jacques Devos – Paris
- Exposition off festival AACDD (Afro & Afrocaribbean Design Diaspora) – Londres

2010
- Expo au Centre Culturel Français – Johannesburg

2009
- Expo au Centre Culturel Français de Kensington – Londres